# Oswald Miller
Oswald Miller (ur. 1892, zm. ?) – polski kolarz, olimpijczyk z Paryża 1924.
Zawodnik Stowarzyszenia Sportowego Union w Łodzi. Startował z powodzeniem zarówno na torze jak i na szosie. Medalista mistrzostw Polski:
- srebrny 
  - w wyścigu sprinterskim na torze w roku 1922
- brązowy
  - w wyścigu szosowym ze startu wspólnego w roku 1925

Na igrzyskach olimpijskich w 1924 zajął 48. miejsce w indywidualnym wyścigu szosowym ze startu wspólnego, a w drużynowym (który był sumą czasów trzech zawodników z każdego kraju) zajął 14. miejsce (w drużynie startowali Feliks Kostrzemski, Kazimierz Krzemiński, Wiktor Hoechsman).